# Radiant

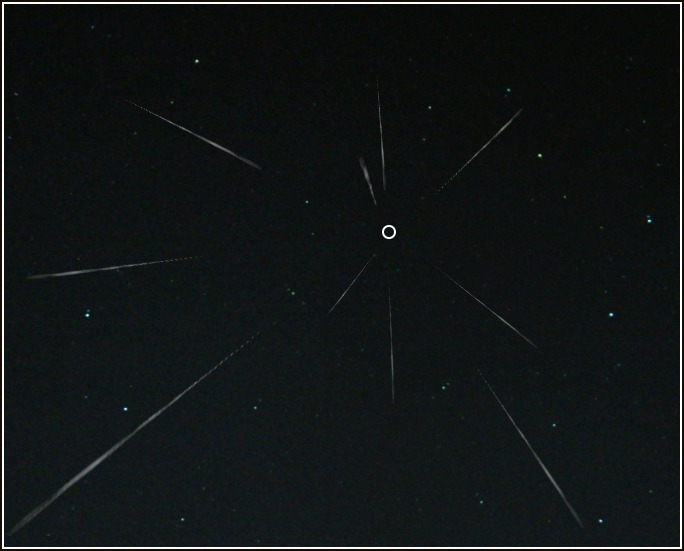
Reprezentarea unei ploi de stele căzătoare, al cărei radiant este marcat printr-un cerc

Radiant este un termen de astronomie care desemnează punctul de pe bolta cerească de unde, printr-un efect optic, esențialul „stelelor căzătoare” par să provină din același roi. De obicei, când acest punct este situat într-o constelație, roiul ia numele acelei constelații. Astfel, de exemplu, radiantul roiului Perseidelor este situat în constelația lui Perseu

## Cauză
Faptul că toți meteorii dintr-un roi par să provină din același punct de pe bolta cerească este datorat aceluiași efect optic ca și iluzia pe care o ai, într-un automobil rulând cu viteză în timpul ploii sau ninsorii, de a vedea împreună picăturile de apă sau fulgii de zăpadă provenind dintr-un punct situat exact în direcția în care se deplasează automobilul. Acest efect optic este legat, prin urmare, de mișcarea Pământului care întâlnește, pe traiectoria sa, roiul de granule de praf.
Mai precis, acest praf își continuă drumul în direcția parcursului cometei din care provin și, atunci când Pământul se deplasează prin aceste resturi, rezultă de aici o ploaie de meteori. Întrucât toate resturile se deplasează aproape în aceeași direcție, meteorii care intră în coliziune cu atmosfera „se îndreaptă cu toatele în direcția” traiectoriei cometei.
Ca origine, Geminidele sunt o excepție: aceste ploi de stele nu provin dintr-o cometă, ci din obiectul 3200 Phaethon, care se estimează că face parte din familia de asteroizi Pallas.